# Delsa Solórzano
Delsa Solórzano Bernal, in arte Delsa Solórzano, (El Hatillo, 15 novembre 1971), è una politica venezuelana.
È un'avvocato, attivista per i diritti umani, giornalista per diversi giornali e professoressa universitaria di diritto penale e criminologia. Si professa di centrodestra, nonostante abbia fatto parte durante la sua vita politica di partiti appartenenti all'area di centrosinistra. 
Ha ricoperto il ruolo di vicepresidente di Un Nuovo Tempo, partito di ispirazione socialdemocratica, che ha abbandonato nel 2018 per fondare il movimento politico "Encuentro Ciudadano". È stata deputata al Parlamento latino-americano in rappresentanza del Venezuela per il periodo 2011-2012.
È stata inoltre eletta all'Assemblea nazionale per il periodo 2016-2021, divenendo presidente della Commissione Permanente per la politica interna e vicepresidente della commissione per i Diritti Umani dei Parlamentari della Unión Interparlamentaria Mundial.
Ha partecipato come candidata alle elezioni primarie della Piattaforma Unitaria nel 2023, in rappresentanza del suo partito politico, che hanno poi visto la vittoria di María Corina Machado.